# Cyrilovité
Cyrilovité (Cyrillaceae) je malá čeleď dvouděložných rostlin z řádu vřesovcotvaré (Ericales). Čeleď zahrnuje pouze 2 druhy ve 2 rodech. Jsou to dřeviny s jednoduchými listy a drobnými bělavými květy v hroznech. Jsou rozšířeny pouze v Americe od jihovýchodu USA po Brazílii.

## Popis
Zástupci čeledi cyrilovité jsou keře a stromy, dosahující výjimečně výšky až 25 metrů. Listy jsou jednoduché, střídavé, celokrajné, kožovité, s nápadně krátkými řapíky. Žilnatina je zpeřená. Květy jsou drobné, pětičetné, uspořádané v hroznovitých květenstvích. Kalich i koruna jsou složeny z 5 na bázi srostlých lístků. Tyčinek je 5 (Cyrilla) nebo 10 (Cliftonia). Semeník je srostlý ze 2 až 5 plodolistů a se stejným počtem komůrek. V každé komůrce jsou 1 až 3 vajíčka. Plod je nepukavá suchá bobule (Cyrilla) nebo křídlatý plod typu samara (Cliftonia).

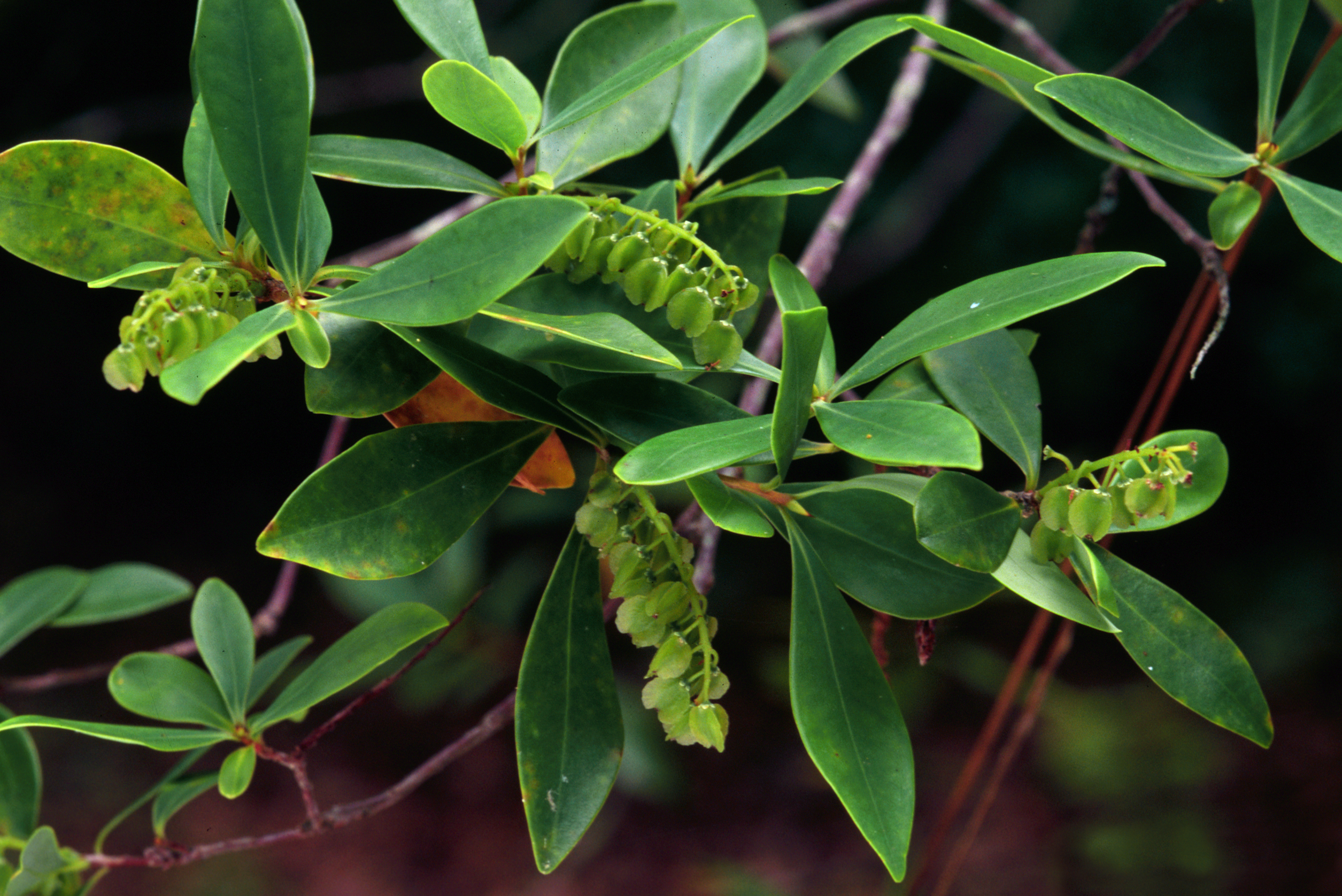
Cliftonia monophylla s plody
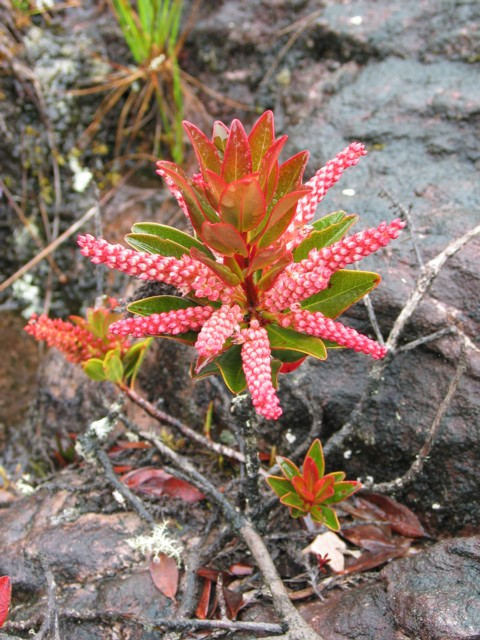
Rozkvétající Cyrilla racemiflora

## Rozšíření
Čeleď cyrilovité zahrnuje pouze 2 druhy ve 2 rodech: Cyrilla racemiflora a Cliftonia monophylla. Areál rozšíření je ostrůvkovitý od jihovýchodních oblastí USA přes Karibik po Venezuelu a Brazílii.
Cyrilla racemiflora roste na neobvyklém rozsahu biotopů. Vyskytuje se v lesích mírného pásu na jihovýchodě USA, v suchých lesích v Karibiku i v nížinných a horských tropických deštných lesích v Jižní Americe. Druh je velmi variabilní i vzhledově, může mít podobu poléhavého keře i stromu až 25 metrů vysokého. Cliftonia monophylla se vyskytuje na jihovýchodě USA.

## Ekologické interakce
Oba druhy této čeledi tvoří výhonky z podzemních kořenů a mnohdy vytvářejí rozsáhlé klonální porosty. Květy jsou opylovány zejména včelami a jiným hmyzem sbírajícím nektar.

## Taxonomie
Podle staršího pojetí byl do čeledi Cyrillaceae řazen i rod Purdiaea, na základě novějších studií byl přeřazen do čeledi jochovcovité (Clethraceae).

## Zástupci
- cyrila (Cyrilla)
- kliftonka (Cliftonia)[4]

## Význam
Oba druhy jsou v klimaticky příhodných oblastech světa pěstovány jako okrasné rostliny. Květy jsou bohaté na nektar a poskytují hojnou pastvu včelám.
Z českých botanických zahrad není žádný druh této čeledi uváděn.